# Turmhügel Burgstall (Eging am See)
Der Turmhügel Burgstall ist eine abgegangene mittelalterliche Höhenburg vom Typus einer Turmhügelburg (Motte) auf einem Geländerücken zwischen zwei Bachtälern. Er liegt in dem bezeichnenden Weiler Burgstall, einem Ortsteil der Gemeinde Eging am See im Landkreis Passau in Bayern. Über diese Burg sind keine geschichtlichen oder archäologischen Informationen bekannt, sie wird grob als hoch- oder spätmittelalterlich datiert, Funde von der Befestigung sind nicht bekannt. Ein Mitglied des Burgadels wurde mit „Adelram von Purchstal“ im 12. Jahrhundert erwähnt. Von der Anlage haben sich nur Reste des Turmhügels und ein Grabenrest erhalten. Die Stelle ist als Bodendenkmal Nummer D-2-7345-0004 „Turmhügel des hohen oder späten Mittelalters“ geschützt.

## Beschreibung
Die Burgstelle befindet sich größtenteils auf dem Grundstück von Haus Nummer 3 im Weiler Burgstall. Die Turmhügelburg stand auf einem langen und schmalen Geländerücken, der sich nach Südosten zwischen dem Tal der Großen Ohe im Nordosten und dem des Altenreiter Grabens an der Südwestseite entlangzieht.
Die Stelle der Burg auf rund 400 m ü. NN Höhe liegt auf dem Geländerücken an einer Stelle, die nach allen Richtungen nur wenig steil abfällt. Der nur noch in Resten erhaltene Turmhügel hat noch eine Höhe von 1,5 Metern, sein Durchmesser beträgt 7 × 5,5 Meter. Vom früheren Ringgraben, der den Hügel umzog, sind an der Ost- sowie an der Südseite noch Bodenmulden mit einem kleinen Teich sichtbar geblieben.